# 야쇼다라
야쇼다라(산스크리트어: यशोधरा, 팔리어: Yasodharā)는 석가모니 부처가 출가하기 전 싯다르타라는 이름으로 샤카국 왕자로 머무르고 있었을 때 그의 아내로, 싯다르타와의 사이에서 라훌라를 낳았다. 석가모니 부처 성도 이후 그에게 귀의하여 아라한과를 얻었다고 한다.
야쇼다라 이름이 한역될 때는 지칭(持称), 구칭(具称), 제칭(除称), 항칭(降称), 명문(名聞), 지예(持誉)라고도 한역하며, 산스크리트어 발음을 음사해서 야수다라(耶戍陀羅)라고 번역하기도 한다.

## 생애
야쇼다라 출신으로 알려진 콜리야족은 석가족과 마찬가지로 모두 아디탸(Sanskrit: Aditya) 또는 이크슈바쿠 왕조의 분파였으며, 이 지역에서 그들과 동등하다고 여기는 다른 집안은 없었다. 때문에 이 두 왕실 구성원들은 그들끼리만 혼인하였다. 야쇼다라 출신에 관해 여러 가지 설이 있다.
1. 콜리족(拘利族) 데바다하성(天臂城)의 안샤나 왕을 할아버지로 그 장남 수프라붓다(善覚), 장녀 마야(摩耶)、차녀 마하파자파티(摩訶波闍波提)가 있었고 야쇼다라는 수프라붓다의 딸로 데바닷타(提婆達多)는 야쇼다라의 동생이라는 설(남전 팔리어 경장 및 자타카 등).
2. 석가족의 거주지인 카필라바스투 성의 집장(執杖, 단다파니) 대신과[5][6] 아미타 부인의 딸로 고피카(瞿夷, 보요경普曜経 등의 기술)와는 동일인물인데 혼동되어 전해졌다는 설(단다파니의 아버지 아냐냐는 콜리야 족의[7] 수장이었고 아미타는 그의 남편이 될 싯다르타의 아버지인 숫도다나 왕의 여동생, 즉 석가족이었다).
3. 석가족의 거주지 카필라바스투 성의 대신 마하남(摩訶男, 마하나마摩訶摩那라고도 하며 석가모니 부처의 제자 아나율阿那律의 형으로 다섯 비구의 한 사람과는 동명이인)의 딸이라는 설(불본행집경).

어느 쪽이든 일반적으로는 마하마야(摩訶摩耶, 마야 부인)의 아들인 싯다르타나 마하파자파티의 아들인 난타는 야쇼다라에게는 사촌에 해당한다는 것이 북전(北伝) 불경의 전승이다. 또한 북전 불경에서는 그녀의 남편 후보 경쟁(swayamvara)에서 싯다르타나 난타, 데바닷타 등과 경기를 치른 끝에 싯다르타의 정비가 되었다는 설도 있는데, 결혼 당시 야쇼다라는 10세 전후였고 싯다르타의 나이는 17세(혹은 16세)였다고 하며, 야쇼다라도 싯다르타와 같은 베샤카 달에 싯다르타와 같은 날에 태어났다는 설도 있다.
야쇼다라는 29세의 나이에 유일한 아이인 라훌라를 낳았다. 경전에 따라서는 야쇼다라는 라훌라를 6년 동안 태내에 품고 있었다는 설과 석가모니가 출가하여 고행 중이던 6년 사이에 라훌라를 잉태했다가 석가모니가 성도하던 날 밤에 낳았다고 하는 설이 실려 있다. 《잡보장경》에서는 석가모니 부처의 성도 이후에 라훌라를 낳아서 친족으로부터 정절을 의심받았다고 적었다. 또한 《처처경》(處處経)이나 《서국불조대대상승전법기》(西國佛祖代代相承傳法記), 《내증불법상승혈맥보》(内證佛法相承血脈譜)에는 석가모니 부처가 태자 시절에 야쇼다라 외에도 다른 아내인 고피(瞿夷)와의 사이에서 우파마나(Upavana, 優波摩那), 녹야(鹿野)와의 사이에 슈나캇타(Sunakkatta, 善星)를 낳았고 이들은 이후 라훌라와 함께 모두 출가하였다고 하는 전승도 전하고 있다.
라훌라가 태어난 지 이레째 되는 날 밤, 싯다르타는 왕자는 모두가 잠든 사이에 아무에게도, 심지어 아내인 야쇼다라에게도 알리지 않고 한밤중에 왕궁을 떠나 출가를 결행하였다. 뒤늦게 그가 떠났다는 사실을 알고 야쇼다라는 망연자실했고 슬픔에 잠겼으며, 출가 수행자가 된 남편을 본받아 소박한 생활을 시작하기로 결심했다. 친척들이 그녀의 생활을 돕겠다고 하는 것도, 몇몇 왕자들이 그녀에게 구혼하는 것도 모두 거절하면서, 싯다르타가 출가하고 성도하기까지 6년 동안, 야쇼다라는 남편 싯다르타의 행동에 대한 소식을 면밀히 추적했다. 자타카(본생담)에서는 시아버지 숫도다나 왕이 그녀의 정절을 찬양했다고 한다.
깨달음을 얻은 석가모니 부처가 12년 뒤에 자신의 고향 카필라바스투를 방문했을 때 야쇼다라는 전 남편을 만나러 가지 않고 아들 라훌라에게 아버지에게 유산을 받으러 가자고 했다. 야쇼다라는 이때 "내가 조금이라도 미덕을 얻었다면, 깨달은 분께서는 내 앞에 나타나실 것이다."라고 생각했고, 과연 그의 소원대로 석가모니 부처는 옛 아내 야쇼다라 앞에 나타나 아내의 인내와 희생에 감탄했다고 한다. 라훌라는 니구류원으로 가는 아버지 석가모니 부처를 따라 사미가 되었다.
근본설일체유부(根本説一切有部)의 《비나야파승사》(毘奈耶破僧事)에 따르면 석가모니 부처가 카필라바스투를 방문했을 때 야쇼다라는 다른 석가족의 여인들과 함께 몸을 꾸미고 향을 피워 부처님의 가르침을 들었으나, 함께 설법을 들은 여인들 모두 예류과(預流果)에 이르렀지만 야쇼다라만은 얻지 못했다고 한다. 야쇼다라는 마하파자파티 고타미를 비롯한 5백 명의 여성과 함께 출가할 수 있도록 세 차례 간청했으나 석가모니 부처는 이를 허락하지 않았다. 석가모니 부처가 카필라바스투를 떠나 바이샬리 외곽의 대림정사(중각강당)로 가는 길에도 이들은 삭발을 하고 황의를 입고 뒤를 쫓아가며 출가를 간청하였다. 강당 앞에서 다리를 붓고 눈물과 먼지와 티끌로 범벅되어 큰 소리로 울고 있는데, 이들을 본 아난다가 놀라서 이유를 물었고, 야쇼다라는 여자의 출가를 허락해 달라고 청하였다. 아난다의 설득에 야쇼다라를 비롯한 여인들은 겨우 출가를 허락받았다. 출가 후에 야쇼다라는 자신을 반성하기 위해 노력하여 여승 중의 제일인자가 되었다고 한다. 또 원시불교의 경전 중 하나로 꼽히는 남전(南伝) 테라가타(장로니게)에는 석가모니 부처와의 만남을 말한 게가 있다.
야쇼다라는 남편 석가모니 부처가 열반에 들기 2년 전에 78세의 나이로 열반에 들었다.

## 전설

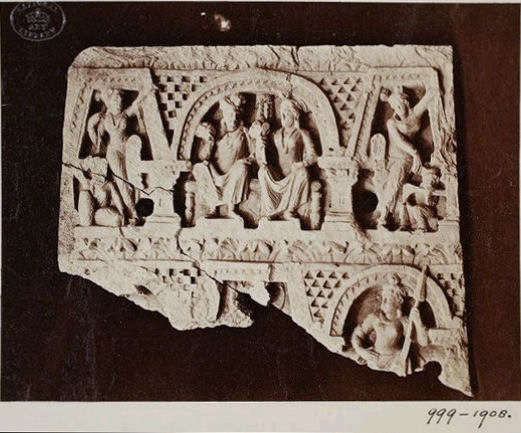
싯다르타 왕자와 야쇼다라 공주를 묘사한 1~2세기경 간다라 양식의 부조. 라호르 국립박물관 소장.

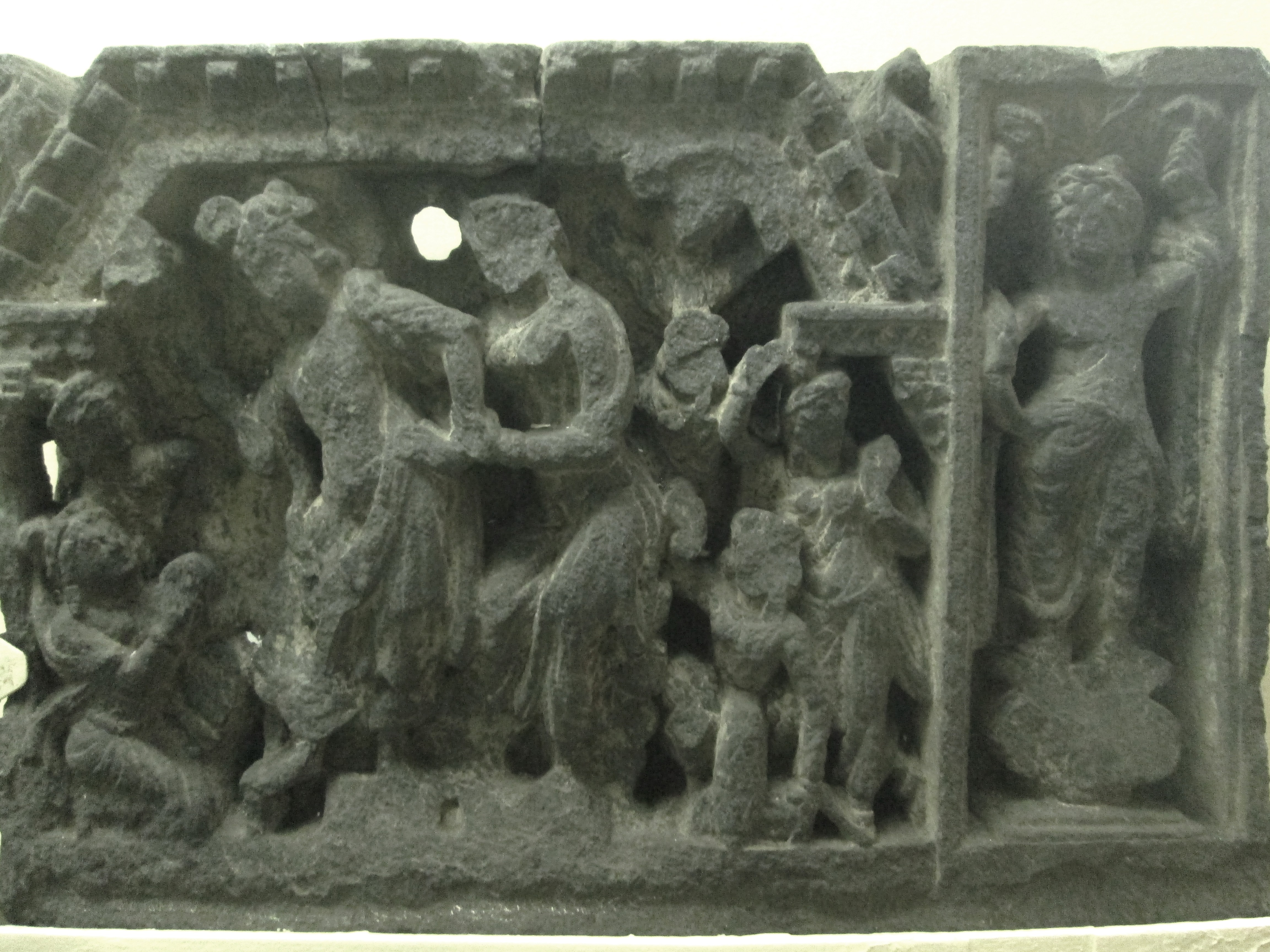
싯다르타를 부축하는 야쇼다라의 부조. 로리얀 탕가이 사원터 출토.

처음 숫도다나 왕이 태자의 배필을 구하고자 하면서 태자의 의향을 떠보려고 많은 여인들을 성 안으로 초대하고, 태자에게 초대받은 여인들에게 보석이 든 꽃바구니를 나누어주게 했는데, 여인들과 함께 참석했던 야쇼다라만은 바구니를 받지 않고 빈손으로 집으로 돌아왔고, 아버지 수프라붓다가 가서 다시 받아오라고 권하자 "보석이라면 집에도 많은데 뭐하러 밖에 나가서 받아오겠습니까?"라고 대답했다. 수프라붓다가 딸에게 숫도다나 왕이 그런 모임을 연 이유를 말해주었고, 야쇼다라는 이때 다시 싯다르타에게 갈 생각을 했는데, 야쇼다라가 갔을 때는 이미 싯다르타는 가지고 있던 보석 바구니를 다 다른 여인에게 나누어주고 하나도 남은 것이 없었다. 야쇼다라는 "저를 창피를 주시나요?"라고 따졌고, 싯다르타가 몸에 달았던 보석 장식을 하나하나 벗어 야쇼다라에게 주려 하자 이를 사양하면서 "저는 태자가 차고 있는 것을 벗길 생각이 없습니다. 제 몸으로 태자의 몸을 장식해드리고 싶습니다."라고 대답한다. 이 일이 있은 뒤에 숫도다나 왕은 정식으로 수프라붓다 왕에게 청혼을 했는데, 야쇼다라는 싯다르타의 비가 되어 처음 궁중에 들어갈 때 관례를 무시하고 베일을 쓰지 않았고, 시녀가 주의를 주자 "흠도 없는 얼굴을 가릴 필요가 무엇이야."라고 대답했다고 한다. 그래서인지 오천축(五天竺) 제일의 미녀라고도 불린다.
한역 《불본행집경》(佛本行集經)에 따르면, 야쇼다라는 전생에 처음으로 싯다르타 고타마의 전생인 수메다 브라만을 만나는데, 수메다 브라만은 당시의 부처였던 연등불(단판카라 붓다)로부터 정식으로 수기를 받아 미래에 부처가 되리라는 예언을 받았다. 파두마라는 도시에 연등불이 올 것이라는 소식을 듣고 그에게 공양할 꽃을 사려 했지만 이미 파두마의 왕이 성안의 모든 꽃을 사버려 꽃을 구할 길이 없었다. 그때 수메다는 고피(수미트라 또는 바드라)라는 이름의 소녀가 연꽃 일곱 송이를 손에 들고 있는 것을 발견하고 그 꽃을 사려고 했는데, 고피는 수메다 브라만의 용모에 반해서 "다음 생애에서 자신과 부부가 되어준다고 약속하면 이 꽃을 팔겠다"고 약속했고, 자신이 가지고 있던 꽃 다섯 송이를 팔고 나머지 두 송이를 주면서 자기 대신 연등불에게 공양해 달라고 부탁했다고 한다.
《법화경》(法華經) 제13장 권지품(勸持品)에 따르면 야쇼다라는 마하파자파티와 마찬가지로 석가모니 부처로부터 미래에 부처가 될 것이라는 수기를 받았다고 한다.

## 야쇼다라의 이름
산스크리트어로 야쇼다라라는 이름의 의미는 "영광, 화려함"이라는 뜻의 야샤스(yaśas)에 "참다, 지지하다"라는 뜻의 '다리(dhri)'의 어근 다라(dhara)가 합쳐진 것이다. 야쇼다라 외에도 외에 야쇼다라 테리(Yaśodharā Theri), 도옌 야호다라(Doyenne Yaśodharā), 빔바데비(Bimbādevī), 밧다카치아나(Bhaddakaccānā), 라훌라마타(Rāhulamātā, 라훌라의 어머니)라고도 불렸다. 팔리어 경장에서는 야쇼다라라는 이름을 찾을 수 없으며, 밧다카치아나에 대한 두 개의 언급이 있다.
이 밖에 다른 불교 전통에서는 석가모니 부처의 아내로 고파(Gopā)나 고페(Gopī), 므가자(Mṛgajā), 마노다라(Manodharā) 등의 이름이 언급된다. 근본설일체유부와 여러 다른 자료에 따르면, 석가모니 부처는 사실 세 명의 부인을 두었고, 나가르주나가 인용한 자타카(본생담) 이야기는 두 명을 명시한다. 토머스 리스 데이비스(Thomas Rhys Davids)는 석가모니 부처에게는 단 한 명의 아내만이 존재했고 단지 그 한 사람을 지칭하는 호칭과 명칭이 세월에 따라 다양하였을 뿐이며 이것이 후대에 석가모니 부처가 여러 명의 아내를 두었다는 이야기로 전승되었다는 해석을 내놓았다. 노엘 페리(Noel Peri)는 팔리뿐만 아니라 중국과 티베트의 불교 자료들을 조사하면서 이 문제를 길게 다룬 최초의 학자였다. 그는 초기 불교 자료(5세기 이전에 번역된 것)가 일관되게 부처님의 부인을 '고피(Gopī)'로 동일시하는 경향이 있으며, 일정 기간 동안 기록이 일치하지 않는 시간대가 생기다가 5세기 후반부터 번역된 원문에서 '야소다라'가 석가모니 부처의 아내를 가리키는 호칭으로 등장하고 있는 것을 확인하였다.
노엘 페리는 리스 데이비드의 해석 외에도 일부다처제의 가능성을 포함한 다른 해석을 제시하였는데, 이 해석은 경우에 따라서는 석가모니 부처의 생애에 대한 여러 가지 전승들의 다양한 변개와도 더 잘 맞아떨어지는 것으로, 여러 개의 뚜렷한 이야기가 하나의 서술로 결합되면서 이러한 모순이 나타났음을 시사한다고 하였다. 또한 노엘 페리는 또한 후기 불교 자료에서 일처(一妻)라 해석하는 경향으로 기울고 있는 점은 전통적인 결혼의 여느 형태보다 일부일처제를 선호했던 사회적 변화를 반영한 것일 수 있다고 해석했다.

## 같이 보기
- 파드마삼바바
- 슈도다나
- 석가모니